# Línia evolutiva de Surskit
Aquesta línia evolutiva de Pokémon inclou Surskit i Masquerain.

## Surskit
Surskit és una de les espècies que apareixen a la franquícia Pokémon, una sèrie de videojocs, anime, mangues, llibres, cartes col·leccionables i altres mitjans que va ser inventada per Satoshi Tajiri i ha generat milers de milions de dòlars en beneficis per a Nintendo i Game Freak. És de tipus bestiola i tipus aigua i evoluciona a Masquerain.

## Masquerain
Masquerain és una de les espècies que apareixen a la franquícia Pokémon, una sèrie de videojocs, anime, mangues, llibres, cartes col·leccionables i altres mitjans que va ser inventada per Satoshi Tajiri i ha generat milers de milions de dòlars en beneficis per a Nintendo i Game Freak. És de tipus bestiola i tipus volador i evoluciona de Surskit.